# Rachel Bespaloff
Rachel Bespaloff, née Rachel Pasmanik le 14 mai 1895 à Nova Zagora, en Bulgarie et morte par suicide le 6 avril 1949 à South Hadley, dans le Massachusetts (États-Unis) où elle s'était réfugiée après avoir été contrainte de fuir la France, est une écrivaine et philosophe franco-américaine de langue française, fille de Daniel Pasmanik, théoricien du sionisme.

## Biographie
Elle est originaire d'une famille juive d'Ukraine. Sa mère, Debora Perlmutter, est docteure et professeure de philosophie, et son père, Daniel Pasmanik (1869-1930), né en Ukraine qui a étudie la médecine en Suisse, en Bulgarie avant de devenir chargé de cours à l'Université de Genève. En 1900 , il rejoint le mouvement sioniste et en est l'un des écrivains les plus prolifiques. En 1905 , il retourne en Russie. Pasmanik est considéré comme l'un des théoriciens les plus importants du sionisme.En 1897, sa famille vit à Genève où Rachelle Bespaloff devient l'étudiante du musicien Ernest Bloch. Elle rêve initialement d’une carrière musicale, rêve qu’elle abandonne après son mariage à Paris en 1922. Elle a une fille en 1927 : Naomi. La famille s'installe à Saint-Raphaël d'où elle se rend souvent à Paris, puis au Domaine Beaulieu à Solliès-Pont, propriété de son mari. En mai 1942, elle émigre avec sa famille aux États Unis pour fuir le péril nazi. De 1942 à 1945, elle collabore au service international de radio télévision du gouvernement américain "The voice of America". De 1943 à 1949, elle enseigne au Mount Holyoke College, à South Hadley dans le Massachusetts.
Son œuvre se caractérise par une lecture existentielle de Søren Kierkegaard, Gabriel Marcel, André Malraux, etc. Découvrir l'être derrière l'écrit est son credo. Elle est connue entre autres pour son essai sur l'Iliade. Elle a été parmi les premiers en France à lire Martin Heidegger.
Elle a été l'amie, la commentatrice et contradictrice de Léon Chestov. Elle a aussi connu Jean Wahl.
Elle se suicide au gaz le 6 avril 1949 à South Hadley, dans le Massachusetts (États-Unis), laissant inachevée une vaste étude qu’elle avait entreprise sur « La liberté et l’instant ».

## Œuvres
- De l'Iliade, 1943, nouvelle publication par Allia, Paris, 2004 ; rééd. chez Les Belles Lettres, coll. « Le Goût des idées », 2022, 160 p.,  (ISBN 978-2251453293)
- Lettres à Jean Wahl - 1937/1947 "Sur le fond le plus déchiqueté de l'histoire", éd. Claire Paulhan 2003,  (ISBN 2-912222-19-2)[4]
- Cheminements et Carrefours, éd. Librairie philosophique Vrin; 1938, rééd. 2004,  (ISBN 2711617165) [5]
- Sur Heidegger (Lettre à Daniel Halévy), éditions de la Revue Conférence, 2009,  (ISBN 978-2912771247)
- « Lettres à Boris de Schloezer » (1942-1946), présentées et annotées par Olivier Salazar-Ferrer, Conférence, n°16, 2003, p.407-459, (ISBN 2-912771-11-0)
- « Lettres à Boris de Schloezer » (1942-1946), présentées et annotées par Olivier Salazar-Ferrer et Christophe Carraud, Conférence, n°17, 2003, p. 521-565,  (ISBN 2-912771-12-9)
- « La Double appartenance », présenté par Olivier Salazar-Ferrer, Conférence, n°12, printemps 2001, p.759-776,  (ISBN 2-912771-07-2)
- « Le monde du condamné à mort », in Les carrefours de Camus, revue Esprit, janvier 1950 (posthume)
- La vérité que nous sommes : Lettres à B. Fondane et L. Chestov, 2021, Éd. Non Lieu,  (ISBN 978-2352703204).